# Revolte im Zoo
Revolte im Zoo (Originaltitel: Zoo in Budapest) ist ein US-amerikanischer Film mit Loretta Young unter der Regie von Rowland V. Lee.

## Handlung
Die Handlung spielt während eines Tages im Budapester Zoo.
Der Zoodirektor Dr. Grünbaum wird von einer Besucherin informiert, dass ihr kostbarer Pelzmantel gestohlen worden sei. Dr. Grünbaum ahnt sofort, wer der Täter sein kann: Zani, der Sohn eines ehemaligen Wärters, der sein ganzes Leben lang im Zoo gelebt und dort aufgewachsen ist. Zani gesteht umgehend den Diebstahl. Niemand, so der junge Mann, dürfe das Fell eines Tieres nur für modische Zwecke tragen. Der freundliche Dr. Grünbaum gibt Zani noch eine Chance, zum Missfallen von Garbosh, dem brutalen zweiten Direktor.
Währenddessen kommt eine Gruppe von Waisenmädchen aus dem naheliegenden Waisenhaus zu Besuch in den Zoo. Eve, die gerade erst 18 geworden ist, will einen letzten schönen Tag verleben, ehe sie zur Arbeit in eine Gerberei geschickt werden wird. Auf Anraten ihrer Freundin versucht Eve zu fliehen. Sie versteckt sich und trifft auf Zani, den sie aus einigen vorhergehenden Besuchen im Zoo bereits kennt. Gerade als Eve aus der Gruppe der Mädchen entkommt, hört Zani, wie der Baron Adolf zur Gräfin Felica sagt, er würde ihr einen besonders schönen Fuchs aus dem Zoo kaufen, um ihr daraus eine Pelzstola fertigen zu lassen. Zani ist darüber so wütend, dass er kurzerhand den Pelz der Gräfin stiehlt, als diese einen Moment unaufmerksam ist.
Dr. Grünbaum sieht sich gezwungen, Zani an die Polizei zu überstellen. Garbosh sucht den jungen Mann, der mittlerweile Eve entdeckt hat. Die beiden jungen Leute verlieben sich auf der Stelle ineinander. Zani versteckt Eve in einem leeren Tierkäfig und will ihr etwas zu essen besorgen. Kaum hat er Eve verlassen, versucht der brutale Wärter Heinie, Eve Gewalt anzutun. Ehe es zum Äußersten kommt, gelingt es Zani, Heinie zu überwältigen. Bei dem Kampf wird das Gehege der Elefanten geöffnet und die Tiere brechen aus. Die sich ergebende Massenpanik führt zum Ausbruch fast aller Zootiere. Am Ende werden die beiden jungen Leute gerettet und heiraten, um auf einem Bauernhof auf dem Land zu leben.

## Hintergrund
Loretta Young begann ihre 25-jährige Filmkarriere im Alter von 15 mit dem Film Laugh, Clown, Laugh 1927 an der Seite von Lon Chaney und Nils Asther. Mit der Fusion von First National kam die Schauspielerin bald darauf zu Warner Brothers und wirkte teilweise in bis zu 8 Filmen pro Jahr mit. Young etablierte sich über die nächsten Jahre als Heldin zahlreicher Komödien und sozialkritischer Filme, ohne dabei in qualitativ herausragenden Produktionen mitzuwirken. Zu den wenigen Ausnahmen gehörte 1931 die Mitwirkung in Frank Capras Komödie Vor Blondinen wird gewarnt. 1933 drehte Loretta Young allerdings in dichter Folge vier ihrer besten Filme der 1930er überhaupt: neben Zoo in Budapest noch Employees’ Entrance, in dem sie den sexuellen Belästigungen ihres Arbeitgebers schutzlos ausgeliefert ist, Midnight Mary, der Young unter der Regie von William A. Wellman als Geliebte eines Gangster zeigte, die erst durch die Liebe zu Franchot Tone den Ausweg aus Verbrechen und sexueller Hörigkeit findet, und Frank Borzages Melodrama Man’s Castle, der sie neben Spencer Tracy präsentierte.
Zoo in Budapest wurde mit einigem Aufwand produziert und die Fachpresse berichtete wiederholt von Bissen und anderen Missgeschicken, die die Schauspieler bei der Arbeit mit den eingesetzten Tieren zu überstehen hatten.
Der Film bekam zum Teil exzellente Kritiken, die die Regie von Rowland V. Lee in eine Reihe mit Friedrich Wilhelm Murnau setzten und vor allem den Einsatz von Licht und Schatten lobten, die eine beinahe lyrische Atmosphäre der Unschuld um die beiden jungen Liebenden schufen.

## Kritiken
In seiner Kritik vom 28. April 1933 schrieb Mordaunt Hall in der New York Times eine glühende Kritik über den Film:

“(The picture) is a splendid example of cinematic art, in which imaginative direction and lovely photography vie for supremacy. Its narrative is for the most part simple and beguilingly slothful, but it winds up in a blaze of excitement. Often the smoothness of the scenes and the effortless fashion in which they are set forth remind one of the work of the late F. W. Murnau […] The beauty of some of the scenes, especially those in which pelicans and cranes are beheld, often remind one of Japanese decorations. There are the dark lines edged with silver, the water glistening in the sun, the waving reeds and here and there a bird. And, it might be said, Mr. Lee adroitly employs some of the glimpses of the zoo inmates to get a laugh, for the expressions on human faces are contrasted with those of birds and beasts […]”